# Etiopía en los Juegos Olímpicos de la Juventud 2018
Etiopía compitió en los Juegos Olímpicos de la Juventud 2018 en Buenos Aires, Argentina, celebrados entre el 6 y el 18 de octubre de 2018. Su delegación obtuvo dos medallas doradas, dos de plata y cuatro de bronce en los juegos.

## Medallero
| Medalla       | Oro | Plata | Bronce | Total |
| ------------- | --- | ----- | ------ | ----- |
| Total oficial | 2   | 2     | 4      | 8     |

## Disciplinas

### Ciclismo
Etiopía clasificó a un equipo combinado de mujeres en base a su clasificación en el Ranking de Naciones de los Juegos Olímpicos Juveniles.
- Equipo femenino combinado - 1 equipo de 2 atletas